# Trattenbach
Trattenbach osztrák község Alsó-Ausztria Neunkircheni járásában. 2019 januárjában 539 lakosa volt. 

## Elhelyezkedése

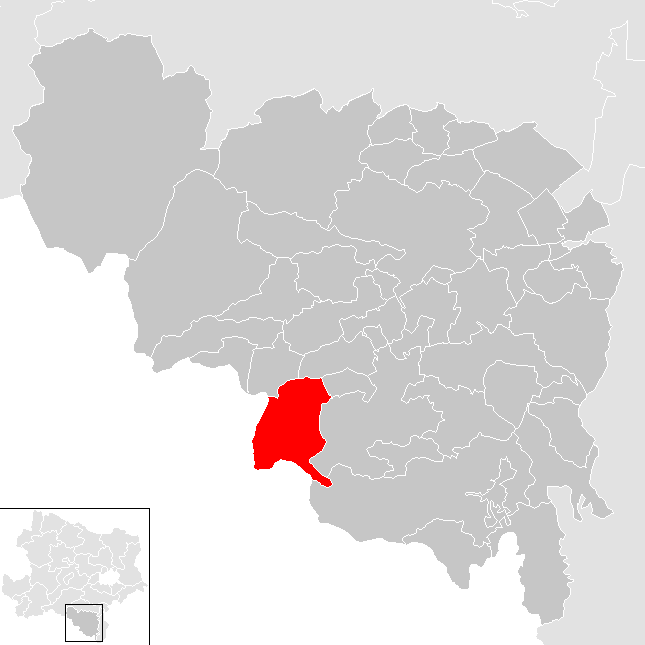
Trattenbach a Neunkircheni járásban

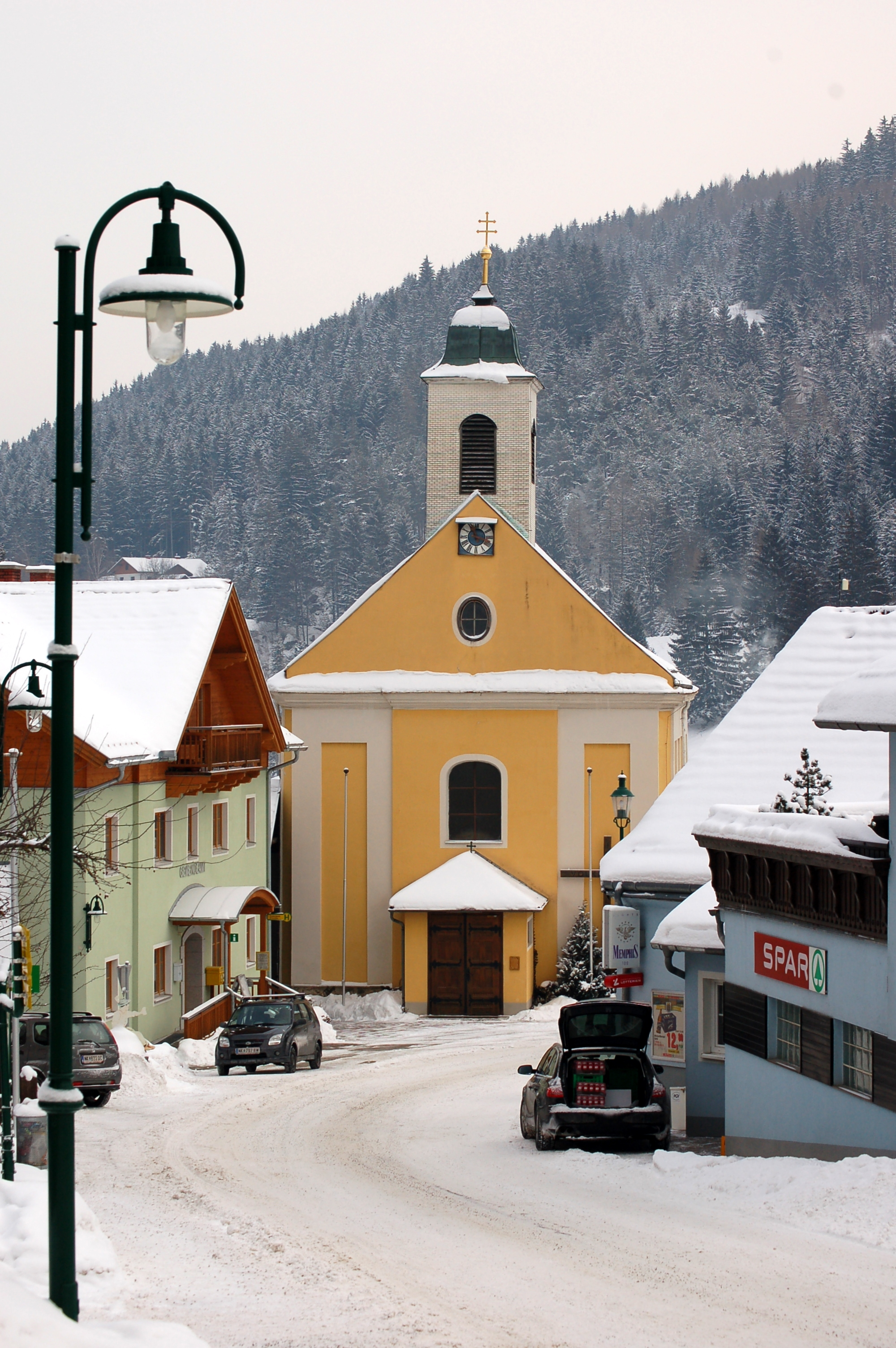
A Szentháromság-plébániatemplom

Trattenbach Alsó-Ausztria Industrieviertel régiójában fekszik a Wechsel-hegységben, a Trattenbach folyó mentén. Területének 81,3%-a erdő. Az önkormányzat egyetlen katasztrális községet foglal magába.  
A környező önkormányzatok: északra Schottwien és Raach am Hochgebirge, északkeletre Otterthal, keletre Kirchberg am Wechsel, délkeletre Aspangberg-Sankt Peter, délnyugatra Rettenegg, nyugatra Spital am Semmering (utóbbi kettő Stájerországban).

## Története
Trattenbachot először 1404-ben említik a Montfort grófok birtokai között. A reformációt követően a lakosság többsége protestánssá vált, ám a 17. században az ellenreformáció hatására visszatértek a katolikus valláshoz. 1578-ben rézbánya nyílt a falu közelében, az érc kitermelésével azonban 1631-et követően felhagytak (a 20. században több vállalkozás is próbálkozott a bánya megnyitásával, de az nem termelt elég nyereséget). 1683-ban kisebb csetepatéra került sor egy török előőrs és a trattenbachiak között; az utóbbiak közül tízen meghaltak. A következő évben egy járvány 299 lakost vitt el. 1786-ban elkészült a templom, amelynek építését II. József egyházrendelete miatt kezdték el. 1805-ben Trattenbach önálló egyházközséggé vált (korábban Kirchberghez tartozott). 1892-ben textilüzem létesült, amely az 1960-as évekig termelt. 
1920-1922 között Ludwig Wittgenstein a falu elemi iskolájában tanított. Trattenbach 1923-ban vált önálló községgé, korábban Otterhallal és Kranichberggel alkotta Kranichberg önkormányzatát. A második világháború végén a front néhány hétig a falunál húzódott, a harcok során a házakban nagy kár keletkezett, több civil is elesett. A háború után a szovjet és brit megszállási zóna határa egy ideig Trattenbachon keresztül ment át. 1972-ben a községet ismét egyesítették Otterhallal és Raach am Hochgebirgével, amit a lakosság hátrányosnak érzett és 1980-ban megszavazták a visszavonását, de hosszas jogi huzavona után csak 1985-ben vált ismét önállóvá.    

## Lakosság
A trattenbachi önkormányzat területén 2019 januárjában 539 fő élt. A lakosságszám 1991 óta csökkenő tendenciát mutat. 2017-ben a helybeliek 96,2%-a volt osztrák állampolgár; a külföldiek közül 1,3% a régi (2004 előtti), 2% az új EU-tagállamokból érkezett. 2001-ben a lakosok 94,3%-a római katolikusnak, 1,5% evangélikusnak, 2,9% pedig felekezeten kívülinek vallotta magát. Ugyanekkor egy magyar élt a községben. 
A lakosság számának változása:

| 2016 | 550 |
| 2018 | 545 |

## Látnivalók
- a Szentháromság-plébániatemplom
- a Wittgenstein-emlékház, ahol Ludwig WIttgenstein élt 1920-1922 között

## Fordítás
- Ez a szócikk részben vagy egészben  a   Trattenbach című német Wikipédia-szócikk ezen változatának fordításán alapul.  Az eredeti cikk szerkesztőit annak laptörténete sorolja fel. Ez a jelzés csupán a megfogalmazás eredetét és a szerzői jogokat jelzi, nem szolgál a cikkben szereplő információk forrásmegjelöléseként.